# Teoria nadzoru immunologicznego Burneta
Teoria nadzoru immunologicznego Burneta (nadzór immunologiczny, teoria Burneta) – teoria o mechanizmie kontroli komórek nowotworowych przez układ immunologiczny. Zakłada, że komórki zmienione nowotworowo pojawiają się w organizmie znacznie częściej niż nowotwory ujawnione klinicznie i są stale kontrolowane przez odpowiednie mechanizmy odpornościowe, które polegają na szybkiej detekcji i zniszczeniu ich. Upośledzenie sprawności tej ochrony prowadzi do rozrostu powstałych komórek nowotworowych do momentu, kiedy mechanizmy odpornościowe nie są już w stanie obronić się przed nowotworem.

Przeczytaj ostrzeżenie dotyczące informacji medycznych i pokrewnych zamieszczonych w Wikipedii.